# 军事封土制
军事封土制，实际上是一种奴隶制封土性质的封赏制度。阿拉伯帝国的兴起与衰亡均与其密切相关。皇帝任命其同族或近亲等担当大将军的职务，征战四方，然后确立新的帝国行省，再将这些新的行省的土地分封给自己和有功将军，让其奴隶或农民耕种以获得收益，在帝国初期，这种制度刺激了帝国版图的迅速扩大，而在帝国中后期，又深受这种制度所带来的帝国分离势力之苦。